# Roberto Raviola
Roberto Raviola alias Magnus (* 30. Mai 1939 in Bologna, Provinz Bologna; † 5. Februar 1996 in Imola, Provinz Bologna) war ein italienischer Comiczeichner.

## Leben und Werk
Raviola, dessen Comickarriere im Jahr 1964 begann, arbeitete zuvor als Illustrator. In Zusammenarbeit mit dem Comiczeichner Luciano Secchi alias Max Bunker entstanden ab diesem Zeitpunkt die Comicserien Satanik und Kriminal, die beide im Jahr 1968 verfilmt wurden. Weitere Serien aus dieser Zeit, die in Zusammenarbeit mit Bunker gestartet wurden, waren die ab 1965 publizierte Dennis Cobb Agente Secrete SSO 18 und ab 1969 Alan Ford, die er bis zu seiner Ablösung durch Paolo Piffarerio im Jahr 1975 zeichnete. Im Jahr 1975 startete Raviola die Spionageserie Lo Sconosciuto, die unter anderem auch im Magazin Orient-Express veröffentlicht wurde. Nach der Veröffentlichung des in Zusammenarbeit mit dem Autor Giovanni Romanini entstandenen Comics La compagnia della forca im Jahr 1977 setzte er mit I briganti einen chinesischen Roman in Comicform um. Diesem folgten unter anderem die erotischen Comics Necron und Le 110 pillole. Eine in Zusammenarbeit mit dem Autor Claudio Nizzi entstandene Tex-Willer-Episode beendete Raviola kurz vor seinem Tod.
Auf Deutsch wurden etliche von Magnus’ Geschichten im Comicmagazin Schwermetall veröffentlicht. Darüber hinaus erschien beim Verlag Edition Kunst der Comics anlässlich einer Magnus-Sonderausstellung im Rahmen des Comic-Salon Erlangen 1998 ein dokumentarischer Bildband mit dem Titel M für Magnus.